# Doriprismatica tibboeli
Doriprismatica tibboeli is een slakkensoort uit de familie van de Chromodorididae. De wetenschappelijke naam van de soort is voor het eerst geldig gepubliceerd in 2005 door Valdés & M.J. Adams.